# Tit Labiè (tribú)
Tit Labiè - Titus Labienus (llatí) - (després del 100 aC – Munda, 17 de març del 45 aC) va ser un militar romà que va viure a l'època final de la República Romana. Va ser tribú de la plebs l'any 63 aC, sota el consolat de Ciceró. És conegut per haver estat un dels principals lloctinents de Juli Cèsar durant la guerra de les Gàl·lies. Era nebot del polític republicà Quint Labiè i pare del general Quint Labiè.

## Abans del tribunat
Sabem que va ser pretor durant l'any 60 o el 59 aC i Labiè per tant devia néixer cap als anys 99 o 98 aC. Moltes fonts asseguren que procedia de la població de Cingulum, en el Picè, d'una família de l'orde eqüestre oriünda també del Picè i que se suposa que pertanyia a la gens Àtia.
Aviat va conèixer Pompeu, que després va ser el seu patró i que l'afavorí durant la carrera militar. Efectuà els primers serveis militars entre els anys 78 i 75 aC, a Cilícia, servint sota les ordres de Publi Servili Vàtia Isàuric; possiblement, va ser en aquella època que va conèixer Juli Cèsar.

## Tribú de la plebs
Labiè va ser elegit tribú de la plebs l'any 63 aC gràcies a la influència del seu vell patró, Pompeu. Com que en aquella època Cèsar i Pompeu eren aliats polítics, Labiè va oferir a Cèsar la seva cooperació i els seus serveis, cosa que va originar una amistat entre els dos personatges.
Amb el pretext de venjar la mort del seu oncle, va acusar d'alta traïció (perduellio) el vell Rabiri, però en realitat el que volia era agradar a Juli Cèsar. Rabiri va ser defensat per Ciceró, que per la seva banda volia satisfer el partit del Senat.
Labiè va fer un plebiscit per aprovar una llei per la qual el col·legi de pontífexs ja no escolliria els seus membres per cooptació sinó que l'elecció tornava al poble. Just per aquesta llei, Juli Cèsar va ser escollit pontífex màxim. Com que Cèsar volia compensar Pompeu, Labiè i el seu col·lega Tit Ampins Balb van proposar diversos honors per al cap dels optimats.

## La guerra de les Gàl·lies
Quan l'any 58 aC Cèsar va ser nomenat procònsol de la província de la Gàl·lia Transalpina, es va emportar Labiè com a legat. Labiè va ostentar també el títol de propretor, que segurament va obtenir de Cèsar, i que permetia prendre el comandament en absència del procònsol. Va seguir al costat de Cèsar durant la campanya de les Gàl·lies d'aquell any. Va derrotar els tigurins i mai es va mostrar disposat a fer valer els seus mèrits per damunt dels del seu cap. Després de les campanyes contra helvecis i germànics, Cèsar va deixar el comandament dels quarters d'hivern a Labiè i ell se'n va anar a la Gàl·lia Cisalpina.
Probablement, l'any següent (57 aC) va deixar la regió, ja que no se'l menciona a les fonts durant tres anys i el seu lloc apareix ocupat per Publi Cras (el fill del triumvir), càrrec que va ocupar fins al 54 aC, quan Cras va anar a Síria per acompanyar el seu pare a la fatal campanya contra els parts. Llavors, Labiè torna a aparèixer a la Gàl·lia, al territori dels rems (remi), a la frontera amb els trèvers (treviri), on va derrotar Induciomarus i va sotmetre els trèvers després del setge de Lavacherie.
A la campanya contra Vercingetorix, l'any 52 aC, va tenir una bona actuació. Va ser enviat amb quatre legions contra sènons i parisis i va ocupar la seva capital, Agendicum, des d'on va marxar cap a Lutècia, que va ser incendiada pels gals quan s'hi acostava, i es va veure obligat a tornar a Agendicum en conèixer que els hedus i els bel·lòvacs s'havien revoltat. Durant el trajecte, va derrotar les forces del gal Camulogenus. A l'hivern va fer un intent d'eliminar per assassinat Commi, cap dels atrebats, que organitzava una nova revolta, però va fracassar.
Durant dos anys va tenir el comandament només a un grau per sota de Cèsar. L'any 51 aC era a la Gàl·lia Togada (Togata o Cisalpina) defensant colònies romanes, però aviat va retornar a la Transalpina i va ser enviat contra els trèvers, als quals va sotmetre sense problemes per segona vegada. L'any 50 aC Cèsar li va donar el comandament de la Gàl·lia Cisalpina.

## La guerra civil
Les seves victòries van fer pensar a Labiè que era un geni i va començar a desobeir Juli Cèsar. Aquest conflicte va ser aprofitat pels optimats per buscar el suport de Labiè i, finalment, aquest va passar al partit pompeià. Quan va esclatar la guerra, l'any 49 aC, Labiè es va posar al costat del Senat, el partidaris del qual de moment el van cobrir d'elogis. Però ni els seus soldats ni les ciutats li van fer costat clarament i Cèsar va entrar a la Gàl·lia Cisalpina sense trobar resistència.
El 48 aC va participar, com a legat de Pompeu, a la campanya de Grècia, on es va distingir per les seves crueltats. Segons Appià, el seu consell va induir Pompeu a no explotar el seu èxit a la batalla de Dirràquium, quan podia haver guanyat la guerra. Els soldats de Cèsar que havien servit a les seves ordres i eren capturats, eren executats. Fins i tot es diu que els seus consells a la batalla de Farsàlia van contribuir a la derrota de Pompeu i el Senat.
Després de Farsàlia, va fugir a Dirràquium, on va trobar Ciceró. Des d'allí es va anar a reunir amb Afrani a Còrcira, amb la idea d'unir-se a Cató. Després van anar a Cirene, que li va tancar les portes, però finalment Labiè i Afrani van poder arribar a la província d'Àfrica, on Quint Cecili Metel Escipió i Cató encara disposaven d'un exèrcit important. El 46 aC va combatre contra Cèsar a la batalla de Ruspina, i encara que va tenir alguns èxits, va ser finalment rebutjat. Després va ser legat d'Escipió, funció que va exercir durant la resta de la campanya.
Després de la batalla de Tapsos, Labiè va fugir a Hispània amb Gneu Pompeu el Jove i l'any 45 aC va ser a la batalla de Munda. Labiè va voler abandonar el camp de batalla per impedir que Bogud II de Mauritània ocupés el campament pompeià, però els soldats van pensar que fugia, es van desmoralitzar i van acabar perdent la batalla. El mateix Labiè va morir i el seu cap va ser enviat a Cèsar.